# Universität Yaoundé II
Die Universität Yaoundé II (französisch: Université de Yaoundé II) ist eine Universität in Kamerun. Sie ist 1993 nach einer Hochschulreform entstanden, die die 1962 gegründete Universität Yaoundé auflöste und die Universität Yaoundé I und die Universität Yaoundé II schuf.
Die Universität hat zwei Fakultäten:
- Faculté des sciences juridiques et politiques (FSJP): Fakultät für Rechtswissenschaft und Politikwissenschaft
- Faculté des sciences économiques et de gestion (FSEG): Fakultät für Betriebswirtschaftslehre

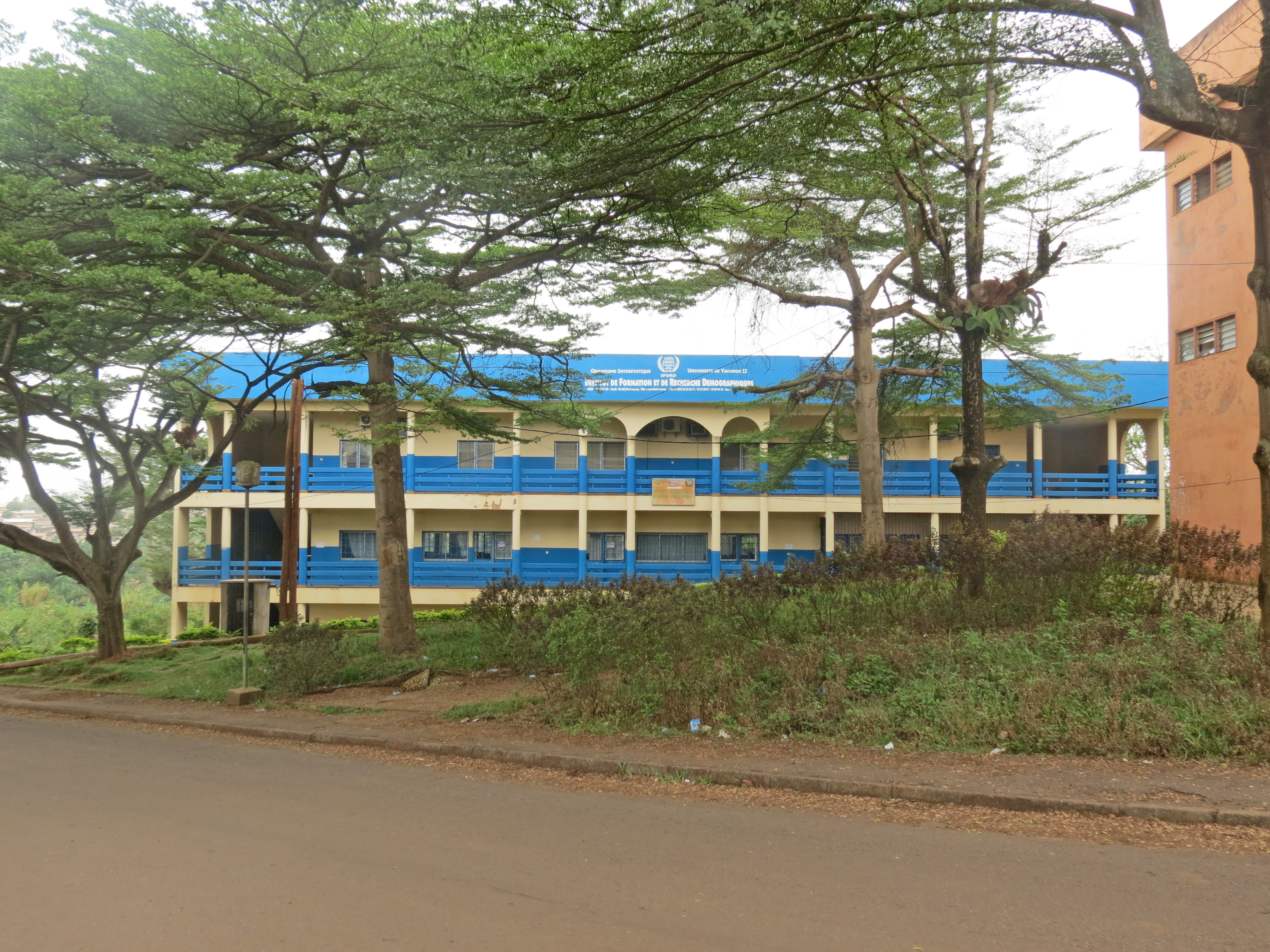
Das Institut für demographische Ausbildung und Forschung (IFORD), Campus Ngoa-Ekelle, Yaoundé.